# Mon Crime - La colpevole sono io
Mon Crime - La colpevole sono io (Mon Crime, lett. "Il mio crimine") è un film del 2023 scritto e diretto da François Ozon.
Liberamente ispirato all'opera teatrale di Georges Berr e Louis Verneuil Mon Crime (1934), già trasposta al cinema ne La moglie bugiarda (1937) e Bionda tra le sbarre (1946), il film è interpretato da un cast corale capitanato da Nadia Tereszkiewicz, Rebecca Marder, Isabelle Huppert, Fabrice Luchini, Dany Boon ed André Dussollier.

## Trama
Nella Parigi degli anni trenta, l'aspirante attrice Madeleine Verdier è accusata dell'omicidio di un produttore. Il suo processo, attorno a cui gravitano le vicende di molte persone, ne fa una star mediatica.

## Produzione
Il film, originariamente intitolato Madeleine, è stato girato dall'aprile al giugno 2022 a Parigi e in Belgio, a Charleroi e Bruxelles. Nell'opera teatrale, Chaumette è un uomo, mentre nel film è interpretato da Isabelle Huppert: Ozon ha comunque deciso che sarebbe stato divertente non modificare le battute del personaggio.

## Citazioni
La coppia di protagoniste, una bionda e una bruna, con una pistola, richiama Chicago di Rob Marshall.
I due ruoli complementari delle protagoniste, più il nome di Madeleine, si ricollegano a La donna che visse due volte di Alfred Hitchcock.
Il personaggio di Isabelle Huppert è chiaramente ispirato a Crudelia De Mon dal Disney La carica dei cento e uno, sottolineato anche dalla corsa sul marciapiede di Odette, che inciampa in un cane dalmata.
L'idea di Odette di scrivere lettere d'amore false a posteriori per ingannare la polizia si rifà a Marlene Dietrich in Testimone d'accusa di Billy Wilder.
Nella fantasiosa ricostruzione dell'omicidio, fatta da Madeleine in tribunale, il particolare dei candelabri accostati al cadavere è un esplicito richiamo al finale del IV atto del dramma storico La Tosca di Victorien Sardou.

## Distribuzione
È stato distribuito nelle sale cinematografiche francesi dalla Gaumont a partire dall'8 marzo 2023 e in quelle italiane da BIM Distribuzione a partire dal 25 aprile 2023.

## Accoglienza

### Incassi
Il film ha incassato 10436638 $.

### Critica
Su Rotten Tomatoes il 98% delle 51 recensioni critiche è positivo, con un voto medio di 7.3/10.

## Riconoscimenti
- 2024 – Premio César[7]
  - Candidatura per i migliori costumi a Pascaline Chavanne